# Podvelka
Podvelka est une commune située dans la région historique de la Carinthie slovène au nord de la Slovénie.

## Géographie
La commune est localisée dans la région de Carinthie slovène et plus particulièrement dans la région vallonnée du Pohorje. Cette région, proche de l’Autriche, appartient au massif montagneux des Karavanken et est traversée par la rivière Drave.

## Villages
Les localités qui composent la commune sont Brezno, Janževski Vrh, Javnik, Kozji Vrh, Lehen na Pohorju, Ožbalt, Podvelka, Rdeči Breg, Spodnja Kapla, Vurmat et Zgornja Kapla.

## Démographie
Entre 1999 et 2021, la population de la commune a légèrement diminué pour une population inférieure à 2 500 habitants,.
Évolution démographique
| 1999  | 2000  | 2001  | 2002  | 2003  | 2004  | 2005  | 2006  | 2007  |
| ----- | ----- | ----- | ----- | ----- | ----- | ----- | ----- | ----- |
| 2 857 | 2 830 | 2 797 | 2 776 | 2 742 | 2 742 | 2 741 | 2 726 | 2 701 |
| 2008  | 2009  | 2010  | 2011  | 2012  | 2013  | 2014  | 2015  | 2016  |
| 2 685 | 2 608 | 2 587 | 2 552 | 2 531 | 2 500 | 2 446 | 2 400 | 2 371 |
| 2017  | 2018  | 2019  | 2020  | 2021  |       |       |       |       |
| 2 365 | 2 358 | 2 355 | 2 339 | 2 365 |       |       |       |       |